# To Record Only Water for Ten Days
To Record Only Water for Ten Days è il terzo album solista di John Frusciante, pubblicato nel 2001.
Diversamente dai suoi primi due album, Niandra LaDes and Usually Just a T-Shirt e Smile from the Streets You Hold, Frusciante esplora elementi di electronica, Synth pop e New wave. L'album fu registrato successivamente alla sua dipendenza da eroina. Dopo un mese di riabilitazione a causa della sua dipendenza e il suo ricongiungimento con i Red Hot Chili Peppers, Frusciante si sentì profondamente connesso allo spostamento della realtà e fu ispirato da molteplici visioni di spiriti; l'idea di To Record Only Water for Ten Days si riferisce ai dieci separati periodi di tempo nei quali un album è concepito.

## Tracce
1. Going Inside
2. Someone's
3. The First Season
4. Wind Up Space
5. Away & Anywhere
6. Remain
7. Fallout
8. Ramparts
9. With No One
10. Murderers
11. Invisible Movement
12. Representing
13. In Rime
14. Saturation
15. Moments Have You
16. Resolution (Japanese Bonustrack)